# Флаг Нязепетровска
Флаг муниципального образования Нязепетро́вское городское поселение Нязепетровского муниципального района Челябинской области Российской Федерации — опознавательно-правовой знак, служащий официальным символом муниципального образования.
Флаг утверждён 12 ноября 2003 года как флаг муниципального образования «Город Нязепетровск» (после муниципальной реформы 2006 года — муниципальное образование Нязепетровское городское поселение) и внесён в Государственный геральдический регистр Российской Федерации с присвоением регистрационного номера 1475.

## Описание
«Флаг города Нязепетровска представляет собой прямоугольное жёлтое полотнище с соотношением ширины к длине 2:3, воспроизводящее в центре гербовую композицию: синий крест, верхнее удлинённое плечо которого подобно ели с исчезающей вершиной, боковые плечи выщерблено изогнуты, а нижнее узкое плечо — выщерблено. Вдоль древка красная полоса в 1/4 длины полотнища».

## Обоснование символики
В основу композиции флага города Нязепетровска положено название города и его географическое расположение.
История Нязепетровска начиналась с посёлка при старейшем на Южном Урале железоделательном заводе, основанном на реке Нязя в 1747 году.
Главной фигурой флага является крест. Общее значение креста — объединение противоположностей: положительного и отрицательного, высшего и низшего, жизни и смерти. Линии вертикальная — небесная, духовная и интеллектуальная; горизонтальная — земная, рациональная.
Верхнее удлинённое плечо подобно ели аллегорически передаёт название города, составленного из двух частей: от башкирского диалектного слова назы — «ель», «еловая», то есть «река, где растут ели» и имени Петра Осокина, балахнинского купца, основавшего чугуноплавильный и железоделательный завод, много позднее перепрофилированного в машиностроительный завод.
Исчезающая вершина креста выражает идею движения, развития. Синий цвет креста аллегорически показывает крестообразное слияние рек — Уфы и Нязи.
Синий цвет (лазурь) — символ истины, чести и добродетели, чистого неба и водных просторов.
Жёлтая часть полотнища говорит о природных богатствах, окружающих город.
Жёлтый цвет (золото) — символ высшей ценности, величия, прочности, силы, великодушия.
Таким образом, флаг города Нязепетровска является гласным, что в геральдике является одним из классических способов создания флага.